# Molang
Molang és un personatge de ficció creat l'any 2016 sobre el blog personal de la seva creadora coreana Yoon Hye-ji. És un conill rodonet, curiós i molt alegre. En un principi eren adhesius i emoticones molt exitoses, amb més de 160.000 descàrregues a Corea i 300.000 a la Xina. El 2016, la productora Millimages, HIT Entertainment y Disney Junior ha creat una sèrie animada que gira al voltant de la felicitat i l'optimisme.

## Descripció

### Personatges

#### Molang
En Molang és un conill rodonet que fa de cada moment de la seva vida diària un instant únic i meravellós, aportant una cura particular a cada detall, donant a les petites coses un toc inesperada. En Molang posa tot el seu cor en tot allò que fa. Fins i tot quan en Molang no fa res, ho fa bé!
Per cada ocasió té el seu equipament i vestimentes adequades: Per exemple, si ha perdut les claus, es vesteix de detectiu. Molang no s'oblida mai el seu kilt per visitar Escòcia ni el seu barret quan marxa a Mèxic. Té ulleres dels Blues Brothers, barret de meló, planxa de surf, una vespa per quan visita Itàlia.

A més,és molt llaminer: li encanten les maduixes, són la seva feblesa; fins al punt d'oblidar-se d'en Piu Piu per una maduixa!

#### Piu Piu
En Piu Piu és un petit pollet groc. Tímid i reservat, no li agrada fer-se notar. Pren cura a fer les coses bé. Quan hi ha imprevists, perd la calma fàcilment.

#### Companys
En Molang i en Piu Piu s'envolten d'amics amb els qui es troben, generalment a les acaballes dels episodis. Amb ells fan coses com jugar a futbol, marxen de picnic, fan un grup de rock... S'assemblen més a en Molang; només que són grisos, marrons, amb clapes i ratlles.
Al país on hi viu en Molang acostuma a haver-hi imprevists o contratemps; però mai hi ha desacord o discussions entre els personatges. S'ajuden entre tots per trobar la felicitat malgrat els inconvenients. És una sèrie optimista, que dona valor en l'atenció cap als altres, la generositat, la imaginació i el compartir.

### Llengua
Els dos amics parlen una llengua desconeguda però que tothom entén. Els diàlegs són de paraules sense sentit, però amb entonacions que són universals. A més, també gesticulen; pel que amb les seves expressions es pot entendre l'argument de l'episodi.

## Producció

### Episodis
Llista 104 episodis de 3 minuts 30 (traduït directament del francès):
| No  | Títol                   |
| --- | ----------------------- |
| 1   | La festa                |
| 2   | El passeig a bicicleta  |
| 3   | El préssec              |
| 4   | La sorpresa             |
| 5   | El chameau              |
| 6   | La nou de coco          |
| 7   | El camping              |
| 8   | La neu                  |
| 9   | El peix vermell         |
| 10  | La tarda TV             |
| 11  | Els naufragats          |
| 12  | El Canapè               |
| 13  | El camping-perquè       |
| 14  | La maleta               |
| 15  | La brocante             |
| 16  | La papallona            |
| 17  | L'avet                  |
| 18  | Halloween               |
| 19  | El bandana              |
| 20  | El bosc                 |
| 21  | El manchot              |
| 22  | El disturbi son         |
| 23  | L'automoció             |
| 24  | Els cowboys             |
| 25  | El edelweiss            |
| 26  | Els archéologues        |
| 27  | El hoquet               |
| 28  | El trac                 |
| 29  | Els pastors             |
| 30  | La part d'hoquei        |
| 31  | L'automoció             |
| 32  | Passeig subterrani      |
| 33  | El futbolista           |
| 34  | El robot                |
| 35  | El castell              |
| 36  | Els exploradors         |
| 37  | Els bombers             |
| 38  | El chiot                |
| 39  | Part amistosa           |
| 40  | El far                  |
| 41  | Les claus               |
| 42  | El relleu castell       |
| 43  | El bebé phoque          |
| 44  | La cigogne              |
| 45  | Els embotellaments      |
| 46  | Els figurants           |
| 47  | L'estàtua               |
| 48  | Els sauveteurs          |
| 49  | El convidat             |
| 50  | El préssec miraculós    |
| 51  | L'esquí                 |
| 52  | Súper stars             |
| 53  | El side-perquè          |
| 54  | El regal                |
| 55  | La varicelle            |
| 56  | El concurs              |
| 57  | DJ Molang               |
| 58  | El aquarium             |
| 59  | Els jocs d'Escòcia      |
| 60  | Ting Tong               |
| 61  | La luge                 |
| 62  | El piano                |
| 63  | Safari                  |
| 64  | La jungla               |
| 65  | El rodéo                |
| 66  | Al circ                 |
| 67  | Cupcake                 |
| 68  | El food-truck           |
| 69  | La poisse               |
| 70  | Cop de vent             |
| 71  | La torçada              |
| 72  | Casa de vacances        |
| 73  | La xaranga              |
| 74  | Les estrelles filantes  |
| 75  | El tren fantasma        |
| 76  | El golf                 |
| 77  | El venedor              |
| 78  | El boomerang            |
| 79  | A la granja             |
| 80  | Kung-fu                 |
| 81  | Dia de pluja            |
| 82  | Els acrobates           |
| 83  | El pôt de confiture     |
| 84  | El lloro                |
| 85  | Els robinsons           |
| 86  | El petit mico           |
| 87  | El càsting              |
| 88  | El partit de futbol     |
| 89  | L'escola d'esquí        |
| 90  | L'increïble animal      |
| 91  | El copain de la jungla  |
| 92  | El monstre sota el llit |
| 93  | Sol sobre la banquisa   |
| 94  | El potager              |
| 95  | Una ampolla a la mar    |
| 96  | El œuf                  |
| 97  | La somric               |
| 98  | El ral·li               |
| 99  | Els supporters          |
| 100 | Petit buit              |
| 101 | Senyor Músculs          |
| 102 | La brioche              |
| 103 | El bouquetin            |
| 104 | Flaix Mob               |